# سجل اسم النطاق
سجل اسم النطاق (بالإنجليزية: domain name registry)‏ هو قاعدة بيانات لجميع أسماء النطاقات ومعلومات المسجل المرتبطة بها في نطاقات علوية لنظام أسماء النطاقات للإنترنت، والتي تمكن كيانات الطرف الثالث من طلب التحكم الإداري لاسم النطاق. تعمل معظم السجلات على المستوى الأعلى والمستوى الثاني لنظام أسماء النطاقات.
يقوم مشغل السجل، الذي يطلق عليه أحيانًا مركز معلومات الشبكة (NIC)، بالاحتفاظ بجميع البيانات الإدارية للنطاق وإنشاء ملف منطقة يحتوي على عناوين خوادم الأسماء لكل مجال. كل سجل هو منظمة تدير تسجيل أسماء النطاقات ضمن النطاقات التي تكون مسؤولةً عنها، وتتحكم في سياسات تخصيص اسم النطاق، وتقوم بتشغيل نطاقها من الناحية الفنية. وقد تؤدي أيضًا وظيفة مسجل اسم النطاق، أو قد يفوض تلك الوظيفة إلى كيانات أخرى.
تتم إدارة أسماء النطاقات تحت تسلسل هرمي برئاسة هيئة أرقام الإنترنت المخصصة (أيانا)، والتي تدير الجزء العلوي من شجرة نظام أسماء النطاقات للإنترنت، عن طريق إدارة البيانات في جذر أسماء الخوادم. تدير إيانا أيضا سجل إنيت للمنظمات الحكومية الدولية، ومنطقة أربا لأغراض إدارة البروتوكول، والمناطق الأخرى الهامة مثل
root-servers.net. تقوم إيانا بتفويض كل سلطات أسماء النطاقات الأخرى إلى سجلات أسماء النطاقات الأخرى، وتتوفر قائمة كاملة على موقع الويب الخاص بهم. يتم تفويض النطاقات العلوية لرمز الدولة بواسطة إيانا إلى السجلات الوطنية مثل دْينيك في ألمانيا ونومينت في المملكة المتحدة.

## التشغيل
بعض سجلات الأسماء هي إدارات حكومية (على سبيل المثال، سجل الهند gov.in). بعضها تعاونيات من مزودي خدمة الإنترنت (مثل دْينيك) أو شركات غير ربحية (مثل نومينت). وتعمل منظمات أخرى كمؤسسات تجارية، مثل السجل الأمريكي (nic.us.).
تُوفّر أسماء النطاقات المخصصة والمحددة بواسطة السجلات باستخدام نظام هويز (من هو) وعبر خوادم أسماء النطاقات الخاصة بهم.
تبيع بعض السجلات الأسماء مباشرة، ويعتمد البعض الآخر على كيانات منفصلة لبيعها. على سبيل المثال، يتم بيع الأسماء الموجودة في نطاقات المستوى الأعلى Com. إلى حد ما «بالجملة» بسعر منظم من قبل فيريساين، ويبيع مسجلو أسماء النطاقات الفردية أسماء «البيع بالتجزئة» للشركات والمستهلكين.

## سياسات

### سياسات التخصيص
تاريخيًا، تعمل سجلات أسماء النطاقات بنظام التخصيص الذي يأتي أولاً يُخدم أولاً ولكن قد ترفض تخصيص نطاقات محددة على أساس أسباب سياسية أو دينية أو تاريخية أو قانونية أو ثقافية. على سبيل المثال، في الولايات المتحدة، بين عامي 1996 و 1998، رفضت إنترنك تلقائيًا تطبيقات اسم النطاق استنادًا إلى قائمة من البذاءات المتصورة.
قد تقوم السجلات أيضًا بالتحكم في الأمور التي تهم مجتمعاتها المحلية؛ على سبيل المثال، أدخلت السجلات الألمانية واليابانية والبولندية أسماء نطاقات دولية للسماح باستخدام أحرف محلية غير أسكي.

### سياسات النزاع
بشكل عام، يتعين على النطاقات المسجلة لدى مسجلي آيكان استخدام سياسة حل نزاعات أسماء النطاقات الموحدة (UDRP)،  ومع ذلك، تطلب دينيك الألمانية من الأشخاص استخدام المحاكم المدنية الألمانية، وتتعامل ونومينت مع الملكية الفكرية وغيرها النزاعات من خلال خدمة حل النزاعات الخاصة بها.

## نطاقات المستوى الثالث
قد تفرض سجلات أسماء النطاقات أيضًا نظامًا لنطاقات المستوى الثالث على المستخدمين. دينيك، سجل ألمانيا (de.)، لا يفرض نطاقات المستوى الثالث.أفنك، سجل فرنسا (fr.)، لديه بعض نطاقات المستوى الثالث، ولكن ليس على جميع الُمسَجلين استخدامها.
انتقلت العديد من نطاقات النطاقات العلوية لرمز الدولة من نطاق المستوى الثالث أو الرابع الإلزامي إلى الإتاحة الخاصة بالسجلات لنطاقات المستوى الثاني. من بينها us. (أبريل 2002)، mx. (مايو 2009)،  co. (مارس 2010). و uk. (يونيو 2014).